# Falera (Svizzera)
Falera ( toponimo romancio; in tedesco Fellers, desueto, ufficiale fino al 1969) è un comune svizzero di 626 abitanti del Canton Grigioni, nella regione Surselva.

## Geografia fisica

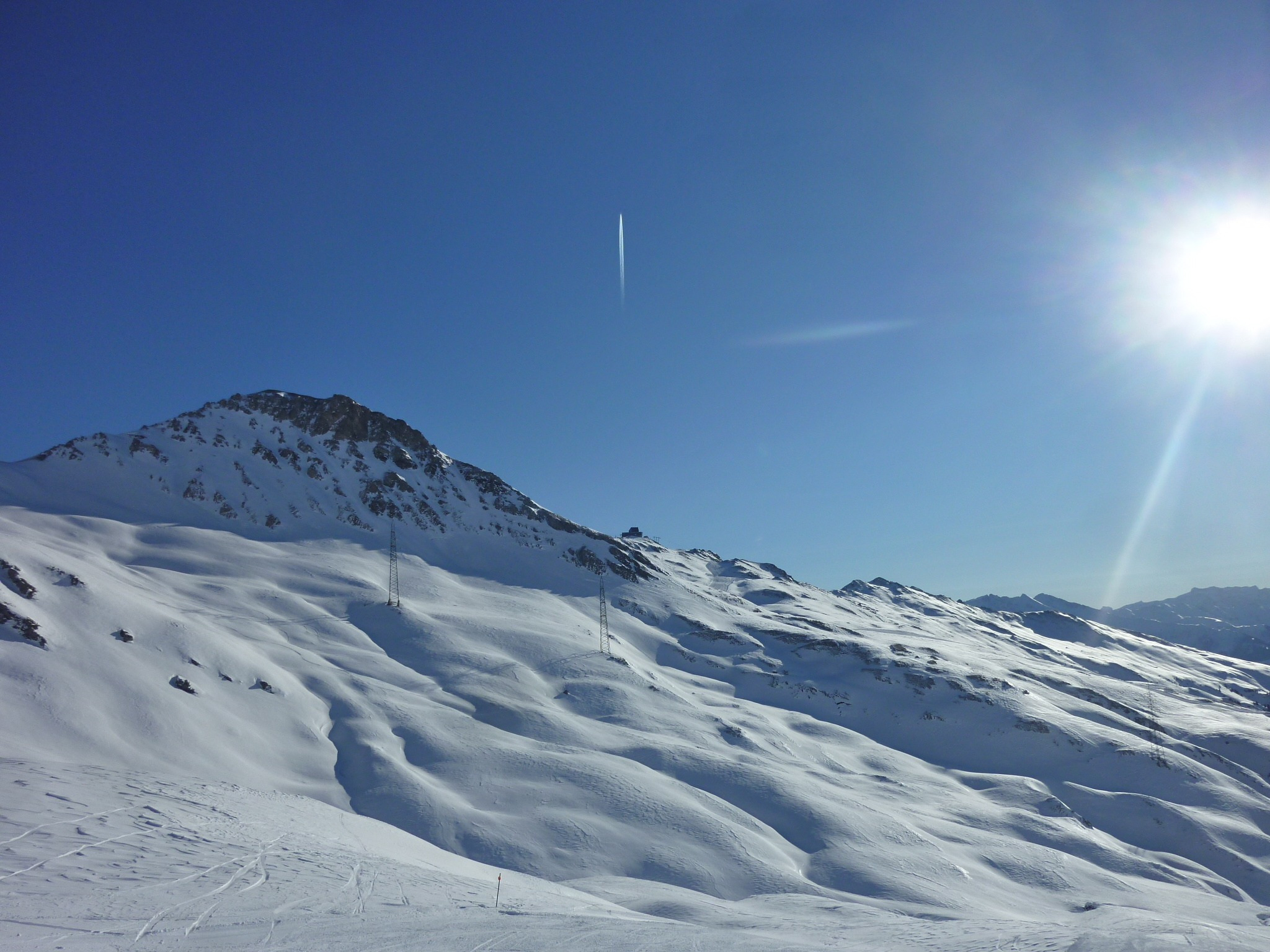
Il Crap Masegn

## Monumenti e luoghi d'interesse
- Chiesa di San Remigio, attestata dall'831[1];
- Chiesa parrocchiale del Sacro Cuore di Gesù, eretta nel 1903-1904[1];
- Rovine della fortezza di Wildenberg[1];
- Parc la Mutta, sito archeologico dell'età del bronzo[1].

## Società

### Evoluzione demografica
L'evoluzione demografica è riportata nella seguente tabella:
Abitanti censiti

## Economia
L'economia locale trae impulso dal turismo invernale (stazione sciistica di Arena Alva, collegata al comprensorio di Laax-Flims).